# Liste der Monuments historiques in Sincey-lès-Rouvray
Die Liste der Monuments historiques in Sincey-lès-Rouvray führt die Monuments historiques in der französischen Gemeinde Sincey-lès-Rouvray auf.

## Liste der Immobilien
| Bezeichnung | Beschreibung | Standort                  | Kennzeichnung | Schutzstatus | Datum | Bild           |
| ----------- | ------------ | ------------------------- | ------------- | ------------ | ----- | -------------- |
| Bahnhof     | 1881 erbaut  | Impasse de la Gare (Lage) | PA00112681    | Inscrit      | 1984  | weitere Bilder |

## Liste der Objekte
| Bezeichnung               | Beschreibung                               | Standort                              | Kennzeichnung | Schutzstatus | Datum | Bild |
| ------------------------- | ------------------------------------------ | ------------------------------------- | ------------- | ------------ | ----- | ---- |
| Skulptur Madonna mit Kind | Kalkstein, farbig gefasst, 16. Jahrhundert | in der Kirche St-Jean-de-Réôme (Lage) | PM21002267    | Classé       | 1913  |      |